# Fructose-2,6-difosfaat
Fructose-2,6-bisfosfaat (Fru-2,6-P2) is een gefosforyleerde suiker, dat in de glycolyse als metaboliet allosterisch de activiteit van de enzymen fosfofructokinase 1 (PFK-1) en fructose-1,6-bisfosfatase (FBPase-1) bij de glycolyse en gluconeogenese regelt.
Fru-2,6-P2 wordt gemaakt en afgebroken door het difunctionele enzym, fosfofructokinase 2/fructose-2,6-difosfatase (PFK-2/FBPase-2).
Fru-2,6-P2 wordt met gebruik van ATP gemaakt door de fosforylering van fructose-6-fosfaat door het PFK-2 gedeelte van het enzym. De afbraak van Fru-2,6-P2 wordt gekatalyseerd door defosforylatie met FBPase-2 tot fructose-6-fosfaat en Pi.
Reactieschema van de afbraak van fructose-2,6-bisfosfaat tot fructose-6-fosfaat.

Vorming en afbraak van fructose-2,6-difosfaat